# Almost (Sweet Music)
«Almost (Sweet Music)» — пісня, написана ірландським співаком і автором пісень Гозьєром для його другого студійного альбому Wasteland, Baby!. Вона була випущена 16 січня 2019 року як третій сингл із альбому, досягнувши восьмого місця в Irish Singles Chart.

## Створення та композиція
«Almost (Sweet Music)» — другий трек альбому, написаний Гозьєром самостійно. «Almost (Sweet Music)» — це національна пісня з плесканням у долоні, «медовим» вокалом і госпел-хором. Текст пісні розповідає історію, віддаючи данину поваги митцям джазової традиції, зокрема Дюку Еллінгтону та Джону Колтрейну, запитуючи: «Чи зобов'язаний я кожному поцілунку в губи та щоку/таким м'яким, як може співати Чет»?
Трек також «дає змогу побачити його особисту подорож між двома повноформатними студійними альбомами» з вокалом, що викликає радість і виснаження. Про пісню Гозьєр заявив, що «оскільки пісня так багато посилається на музику та розповідає про досвід прослуховування музики, концепція цього відео є свого роду залученням джазової традиції та просто багатьох музикантів і багатьох танцюристів, які дисципліни випливають із цієї традиції».

## Критика
Пісня отримала загалом позитивні відгуки. The Irish Times стверджувала, що «мелодія піднята багатоголосим хором, що виривається прямо з Воріт Раю», а The Arts Desk стверджує, що «стрічки вірші чудово бурмочуть, і весь куплет просто ритмічно коливається», порівнюючи його з треком Ван Моррісона. PopMatters зробив висновок, що пісня відобразила «глибокі особисті почуття» та проілюструвала «повноту та багатство тембру Гозьєра», тоді як Rolling Stone відкинув трек до «пісень, які містять народні плескання в руки та [...] госпел-хори в надії потрапити до списку композицій кав'ярні».

## Комерційний успіх
Пісня посіла шосте місце в Billboard Rock Digital Sales Chart і восьме місце в Irish Singles Chart. Пісня отримала срібний сертифікат у Великобританії. Billboard описав цей трек як «любовний лист до джазу» та «яскраву та життєрадісну данину „солодкій музиці“, яка сформувала його розвиток як автора пісень».

## Музичне відео
Офіційне музичне відео на пісню «Almost (Sweet Music)» було випущено 16 квітня 2019 року. Режисером відео виступив Томас Блайт, а в головних ролях — танцюристи Камерон Бойс і Крістін Флорес. У відео переплітаються кадри, на яких Гозьєр грає на гітарі в порожньому складі з виконавцями, які інтерпретовано танцють в «ритмі, який працює в будь-якому середовищі, від шумної домашньої вечірки до [...] віолончеліста, який репетує в затишній бібліотеці». Відео зібрало понад 17 мільйонів переглядів на YouTube.

## Чарти

### Тижневі чарти
| Чарт (2019)                                 | Найвища позиція |
| ------------------------------------------- | --------------- |
| Бельгія (Ultratip Bubbling Under Flanders)  | 33              |
| Ірландія (IRMA)                             | 8               |
| New Zealand Hot Singles (RMNZ)              | 18              |
| UK Singles (OCC)                            | 82              |
| US Digital Song Sales (Billboard)           | 45              |
| US Hot Rock & Alternative Songs (Billboard) | 9               |

### Чарти кінця року
| Чарт (2019)                                 | Найвища позиція |
| ------------------------------------------- | --------------- |
| US Hot Rock & Alternative Songs (Billboard) | 30              |

## Сертифікати
| Регіон                                                      | Сертифікація | Продажі   |
| ----------------------------------------------------------- | ------------ | --------- |
| Канада (Music Canada)                                       | Платиновий   | 80 000    |
| Велика Британія (BPI)                                       | Срібний      | 200 000   |
| США (RIAA)                                                  | Платиновий   | 1 000 000 |
| продажі+прослуховування, що базуються лише на сертифікаціях |              |           |